# 영덕 덕흥사 제석탱화
영덕 덕흥사 제석탱화(盈德 德興寺 帝釋幀畵)는 대한민국 경상북도 영덕군 영덕읍 남산리, 덕흥사에 있는 불화이다. 2014년 1월 13일 경상북도의 문화재자료 제617호로 지정되었다.

## 개요
이 탱화는 4폭으로 엮은 한 폭의 비단바탕에 채색한 불화이다. 도상 구성은 위태천과 제석천을 중심으로 주변에 총 9위의 권속으로 이뤄져 있다. 화면은 전반적으로 짙은 주색과 녹청색이 주조색을 이루며, 백색과 군청색, 금박을 부분적으로 활용하였다. 그리고 화면 전체에 걸쳐 후대에 가필(加筆)과 가채(加彩)된 흔적이 보인다. 화면 하단에는 주색 화기(畵記)란에 묵서(墨書)로 화기가 기술되어 있다. 이에 따르면 도광(道光) 8년(1828)에 수화사(首畵師) 금겸(錦謙)을 비롯하여 5명의 보조화사가 제작한 불화임을 알 수 있다. 금겸은 19세기 전반에 경상도 지역에서 활동한 불화승이다.
이 탱화는 습기로 인한 얼룩과 후대의 보필(補筆)과 보채(補彩)로 인해 작품상태가 양호한 편은 아니지만, 원 소장처와 제작자를 알 수 있는 작품이라는 의의와 더불어 조선후기 불화의 변화상을 보여주는 중요한 사례이다.

## 참고 자료
- 영덕 덕흥사 제석탱화 - 국가유산청 국가유산포털